# Yves Mersch
Yves Mersch (Ciutat de Luxemburg, 1 d'octubre de 1949) és un economista i advocat luxemburguès, conegut principalment per haver estat el Governador del Banc Central de Luxemburg des de la seva creació, el 1998.

## Biografia
Nascut a Ciutat de Luxemburg l'1 d'octubre de 1949, Mersch va obtenir un grau de màster en dret el 1973, un postgrau en Dret Públic Internacional el 1974, i un postgrau en Ciència Política el 1975, tots tres a la Universitat de París I. El 1998 fou nomenat Governador del recent creat Banc Central de Luxemburg.
El 9 de març de 2008 Mersch va amonestar als bancs per la seva gestió dels riscos, que considerava inapropiada i, encara més sorprenent, va criticar durament el sistema, preocupant-se per futur de l'economia europea.
A finals de juny de 2011, parlant en la reunió anual general del Banc de Pagaments Internacionals a Basilea, Mersch respomngué que "és un caos" quan li van consultar sobre què passaria si Grècia no podia pagar el seu deute. Llavors fou descrit com un "membre clau" del Consell Governatiu del BPI.
Des del desembre del 2012 és membre de l'executiva del Banc Central Europeu, quan va substituir a José Manuel González-Páramo. Ha estat considerat com relativament agressiu en la política del tipus d'interès.
Mersch està casat i té dos fills.